# Volo FedEx Express 80
Il volo FedEx Express 80 era un collegamento di linea per trasporto merci internazionale dall'aeroporto di Canton-Baiyun, Cina, all'aeroporto Internazionale di Narita, Giappone. Il 23 marzo 2009, un McDonnell Douglas MD-11F operante il volo si schiantò alle 06:48 JST (21:48 UTC, 22 marzo) mentre tentava un atterraggio sulla pista 34L, destabilizzato da raffiche di vento. Il velivolo rimbalzò più volte, il carrello di atterraggio collassò e la cellula subì un cedimento strutturale che scatenò un incendio. L'MD-11 terminò la sua corsa capovolto sulla pista. Il comandante e il primo ufficiale, gli unici occupanti del jet, rimasero entrambi uccisi.

## L'aereo
L'aeromobile venne costruito nel 1994 in versione passeggeri e acquisito temporaneamente dalla NASA per essere utilizzato per testare il sistema di propulsione controllata (PCA) nel 1995. Successivamente operò per Delta Air Lines dal 1996 al 2004, con marche N813DE. Il trijet fu venduto a FedEx nell'ottobre 2004 quando Delta ritirò la sua flotta di MD-11 in favore dei bimotori Boeing 767 e Boeing 777, più efficienti sulle rotte a lungo raggio. A seguito dell'acquisizione da parte di FedEx, l'aereo rimase presso l'aeroporto Phoenix Goodyear di Goodyear, in Arizona, in attesa della conversione in versione cargo da parte di Dimension Aviation, Inc. Rientrò in servizio alla fine del 2006, registrato N526FE. Era spinto da tre motori turboventola Pratt & Whitney PW4000.

## L'incidente
Dopo aver effettuato un volo notturno di circa 2 900 chilometri da Canton, in Cina, i piloti si stavano avvicinando all'aeroporto di Narita, poco fuori Tokyo, con il sole che stava sorgendo. Un altro equipaggio, atterrato poco prima dell'incidente, riportò la presenza di un wind shear a un'altitudine inferiore ai 600 metri; questa informazione venne trasmessa all'equipaggio del volo FedEx. I venti al momento dell'incidente erano segnalati da 320° a 26 nodi (48 km/h) con raffiche a 40 nodi (74 km/h). Dopo aver effettuato un atterraggio duro sulla pista 34L, l'aereo rimbalzò tre volte, ricadendo sul carrello di atterraggio anteriore con conseguente perdita di controllo direzionale e altitudinale. L'ala sinistra colpì il terreno quando il carrello collassò, causando una virata verso sinistra e lo scoppio di un incendio; l'MD-11 si capovolse e si fermò nell'erba a sinistra della pista. I vigili del fuoco impiegarono circa due ore per spegnere l'incendio, che distrusse completamente l'aereo e il suo contenuto.

### Le vittime
Le uniche persone a bordo dell'aeromobile erano il comandante Kevin Kyle Mosley, 54 anni, di Hillsboro (Oregon), e il primo ufficiale Anthony Stephen Pino, 49 anni, di San Antonio. Entrambi vennero trasportati all'ospedale di Narita della Croce Rossa giapponese dove furono dichiarati morti. Il comandante Mosley, un ex pilota di caccia del Corpo dei Marines degli Stati Uniti, venne assunto da FedEx Express il 1º luglio 1996 e aveva accumulato più di 12 800 ore di volo totali, delle quali 3 648 su MD-11. Il primo ufficiale Pino, un ex pilota di C-5 Galaxy nell'Aeronautica degli Stati Uniti, si unì a FedEx Express nel 2006 e aveva accumulato oltre 6 300 ore di volo totali, 879 di cui su MD-11. Nessuno a terra rimase coinvolto.

### Chiusura della pista
La pista 16R/34L (4 000 metri (13 000 ft)) venne chiusa per molte ore dopo l'incidente (con cancellazioni o ritardi dei voli passeggeri), lasciando la più corta 16L/34R come unica pista attiva disponibile. Di conseguenza, molti voli operati da aeromobili più grandi dovevano essere cancellati o dirottati verso altri aeroporti come il vicino aeroporto di Tokyo Haneda, in quanto la 16L/34R è troppo corta (2 180 metri (7 150 ft)) per permettere operazioni in sicurezza ad alcuni tipi di aerei come il Boeing 777-300ER e l'Airbus A340-600.

## Le indagini
Il Japan Transport Safety Board (JTSB) inviò sei investigatori all'aeroporto. Il National Transportation Safety Board (NTSB) degli Stati Uniti inviò una squadra in Giappone per assistere nelle indagini. L'incidente fu il secondo fatale per FedEx Express coinvolgente un aereo a reazione; il primo fu la perdita di un Boeing 747 precipitato il 18 febbraio 1989 vicino a Kuala Lumpur, Malaysia, mentre era ancora dipinto nella livrea Flying Tigers dopo l'acquisizione della Flying Tigers Line da parte di FedEx nel dicembre 1988. Questo fu il primo incidente con vittime all'aeroporto di Narita.

L'incidente venne attribuito dal JTSB a una serie di "oscillazioni durante la fase di flare", che si svilupparono durante il touchdown, a seguito di un alto rateo di discesa durante l'avvicinamento. Il primo ufficiale eseguì un flare tardivo, in cui la velocità verticale non venne diminuita fino a quando l'aereo non era quasi sulla pista. Questo elevato rateo di discesa durante il touchdown, unito a grandi input di "muso in su", causarono il primo rimbalzo. Venne poi applicato un input di "muso in giù", che portò al touchdown della sezione anteriore del carrello (normalmente la pista viene toccata prima con la sezione principale, quella vicina alle ali). Ciò si discosta dalle procedure approvate per l'MD-11 durante un rimbalzo, che specificano che il pilota deve mantenere un angolo di inclinazione di 7,5 gradi e utilizzare la spinta per regolare la velocità di discesa. L'aereo rimbalzò una seconda volta, inclinandosi verso l'alto. Gli elevati input di controllo da parte del primo ufficiale comportarono un duro touchdown sul carrello principale. Quest'ultimo touchdown fu così duro (1 200 piedi (370 m)/minuto) da causare la rottura dell'ala sinistra al cedimento del carrello di atterraggio principale sinistro che, superando i limiti di progettazione, la sfondò. Il rapporto del JTSB appurò che l'incendio avrebbe potuto essere evitato se il perno del carrello di atterraggio si fosse staccato come previsto, ma gran parte delle forze durante l'incidente fu orizzontale rispetto al perno, anziché verticale, per cui rimase intatto. Il rapporto citò anche l'uso da parte dell'equipaggio dell'automanetta durante l'atterraggio, nonostante le raffiche di vento.

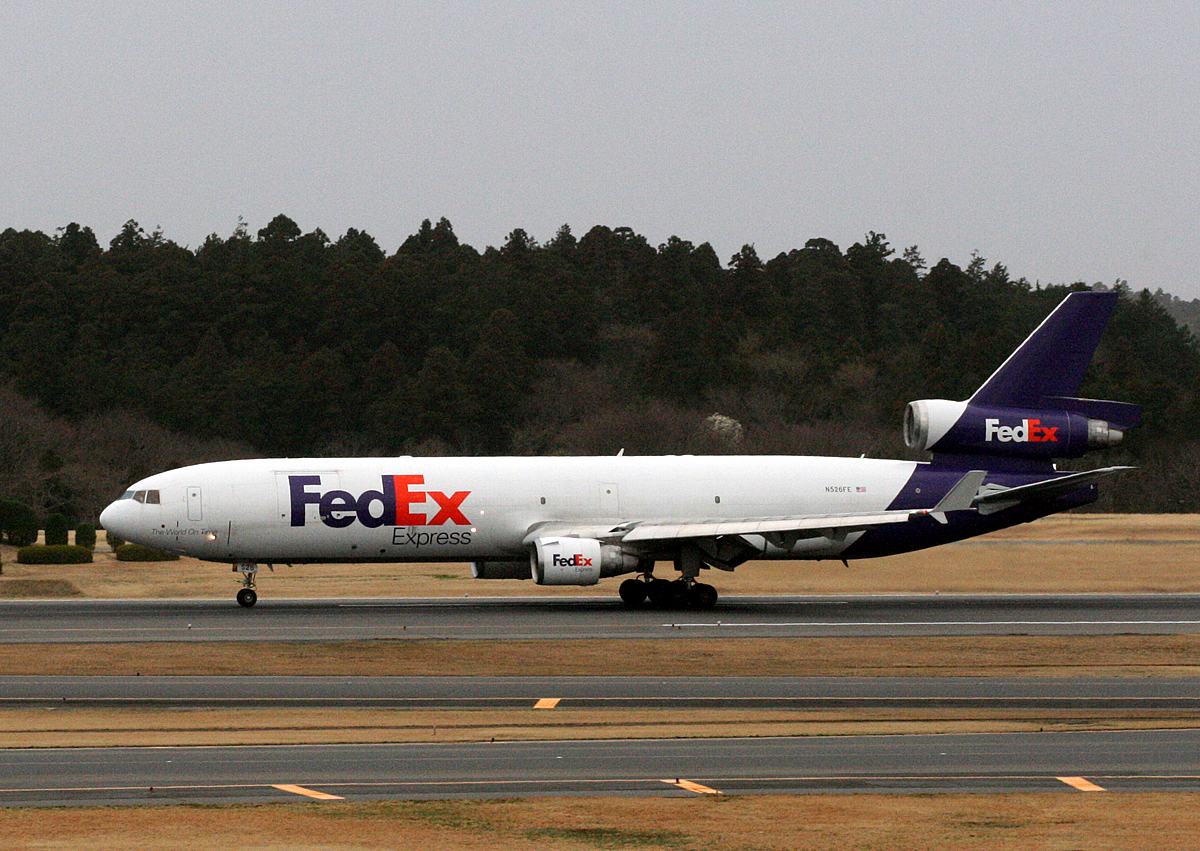
Il velivolo coinvolto, fotografato giorni prima dell'incidente.

## Un incidente simile
Il 31 luglio 1997, un altro MD-11F di FedEx (N611FE), operante il volo FedEx Express 14, subì un incidente simile durante l'atterraggio all'aeroporto internazionale di Newark Liberty. L'aereo si schiantò all'aeroporto, poco prima di mezzanotte, dopo essere rimbalzato due volte sulla pista a seguito di un duro atterraggio che causò il collasso del carrello principale destro. Come nell'incidente di Narita, l'aereo prese fuoco alla rottura della cellula, si ribaltò e si fermò capovolto. Il comandante, il primo ufficiale e tre passeggeri a bordo sopravvissero, riuscendo a fuggire dall'aereo in fiamme con lievi ferite.

## Nella cultura di massa

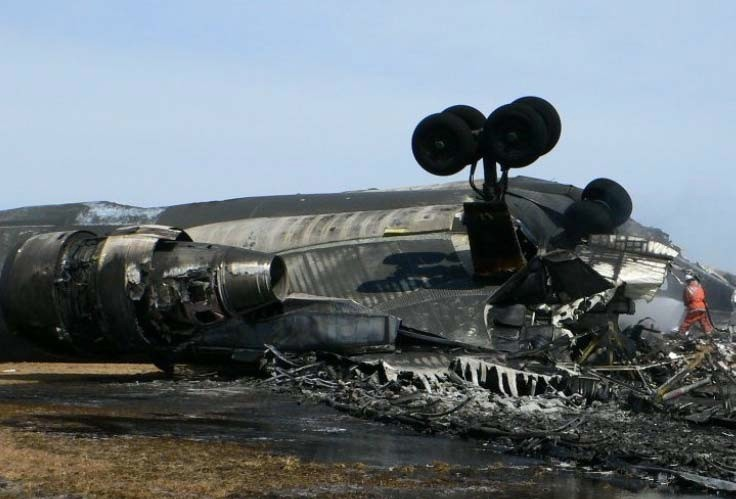
l'aereo capovolto dopo l'incendio

Gli incidenti del volo FedEx Express 80 e del volo FedEx Express 14 sono rappresentati nel quinto episodio della quattordicesima stagione del documentario canadese Indagini ad alta quota. L'episodio si intitola "Morte a Narita".